# Szóstka z Southampton

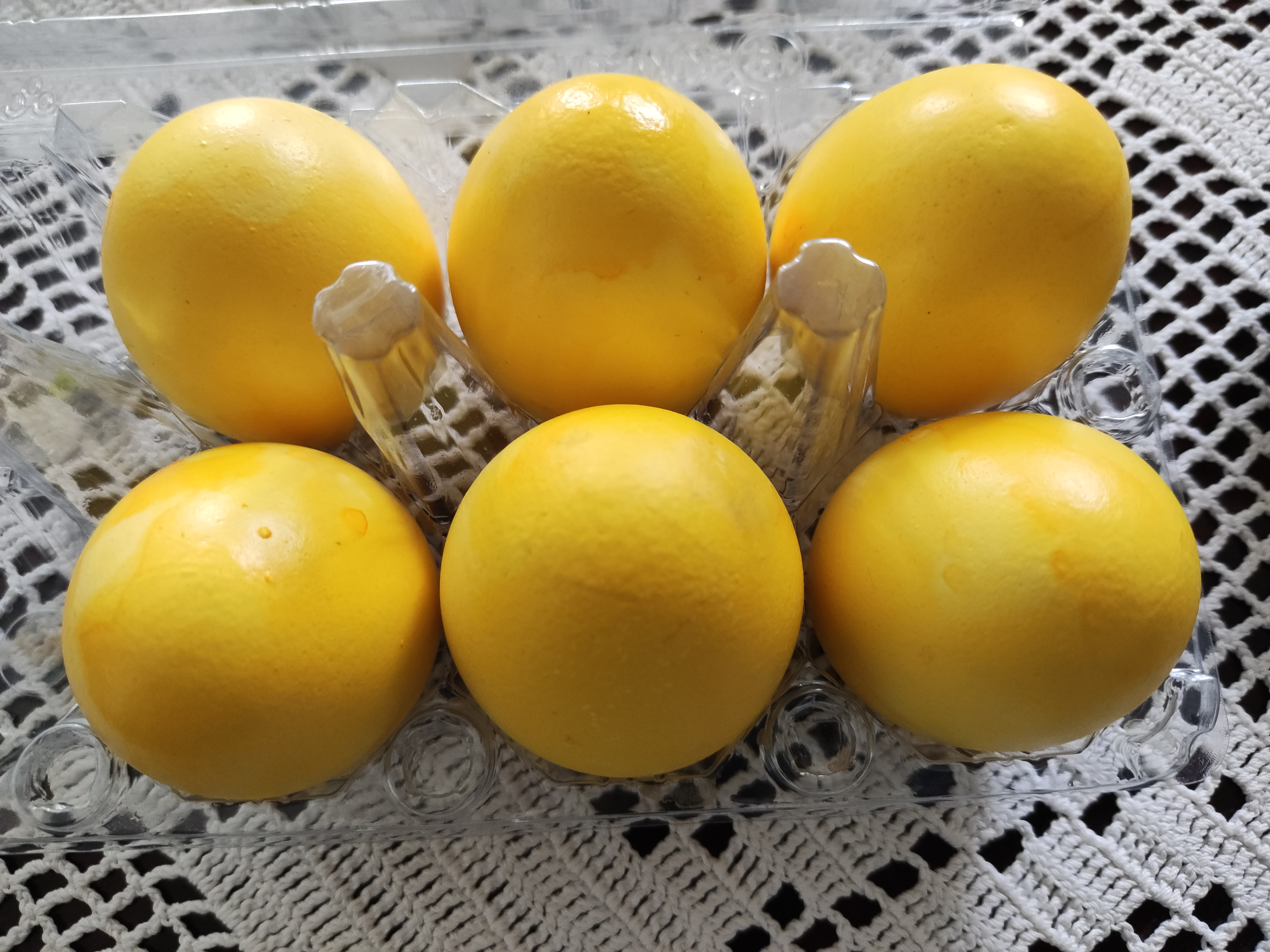
Jaja barwione tartrazyną

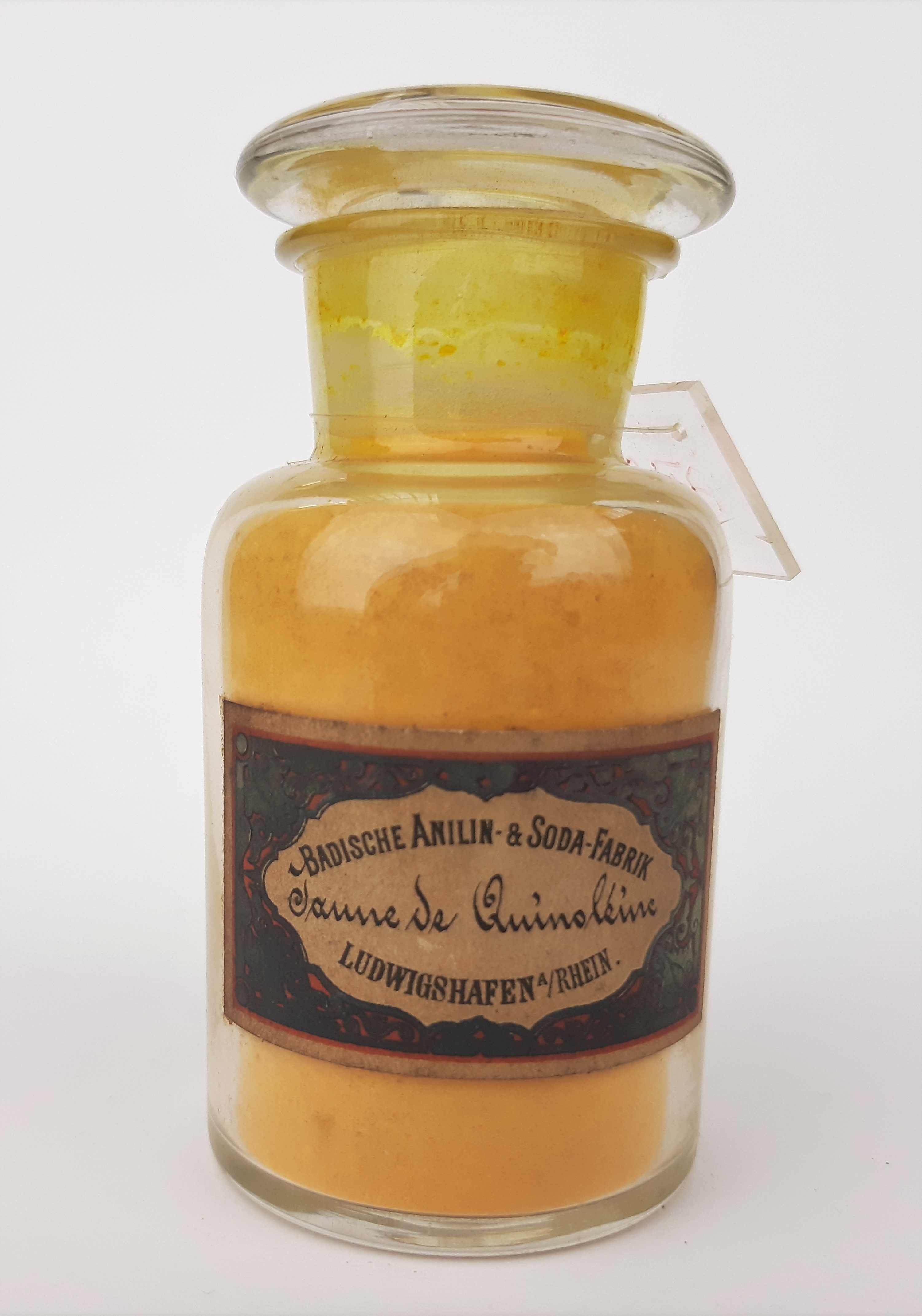
Żółcień chinolinowa

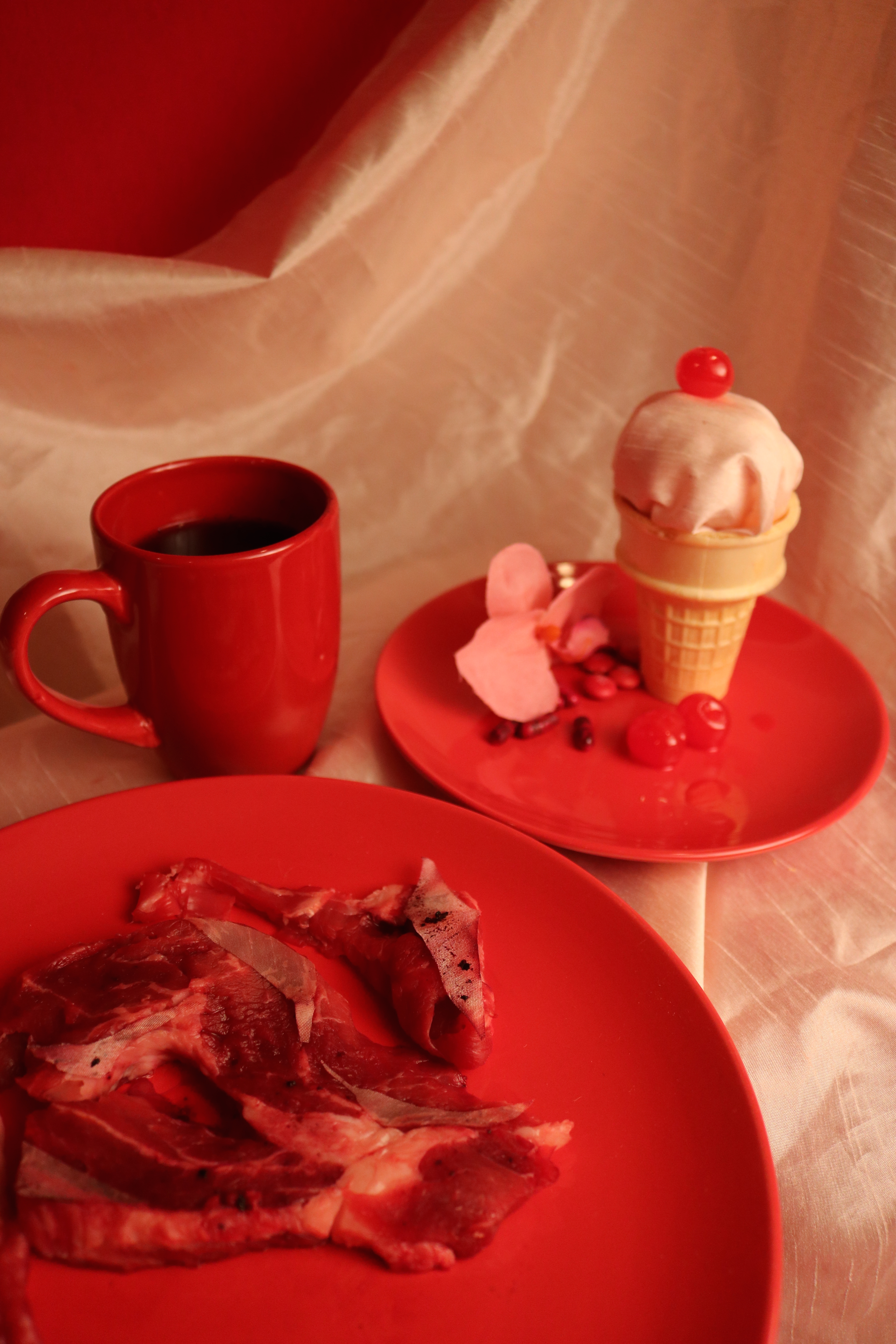
Żywność barwiona czerwienią koszenilową

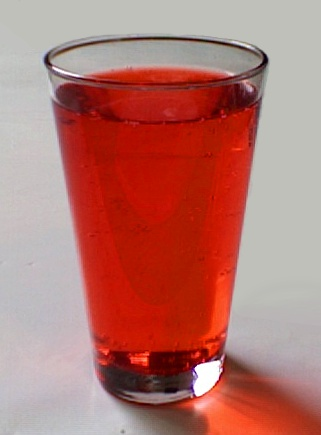
Napój truskawkowy barwiony czerwienią allura

Szóstka z Southampton (także: grupa z Southampton, ang. Southampton Six) – grupa sześciu barwników spożywczych, wyodrębnionych podczas badań przeprowadzonych w 2007 roku na Uniwersytecie w Southampton.
Badania zostały przeprowadzone w celu stwierdzenia wpływu spożycia tych substancji (stosowanych obficie w produktach takich, jak napoje bezalkoholowe, wyroby i pieczywo cukiernicze, ciastka, lody, desery, czy chrupki) na zachowanie dzieci. W całym cyklu badań (sześć tygodni) podawano grupie badawczej (naprzemiennie z dietą bez substancji dodatkowych), konserwowany benzoesanem sodu napój zawierający mieszaninę czterech z sześciu barwników z grupy. Wyniki badań wykazały, że spożycie napoju zawierającego mieszaninę barwników było związane z wystąpieniem nadaktywności w obu grupach wiekowych badanych dzieci (153 dzieci trzyletnich oraz 144 dzieci ośmio- i dziewięcioletnich). Wyodrębniono takie objawy jak gadatliwość, przerywanie wypowiedzi interlokutora, nadmierne zdenerwowanie, wiercenie się, niepokój, nadpobudliwość ruchowa oraz problemy z koncentracją. Badania z Southampton były analizowane przez dwie niezależne organizacje naukowe – Komitet Toksykologiczny Wielkiej Brytanii i Europejski Urząd ds. Bezpieczeństwa Żywności (EFSA). Nie stwierdzono nieprawidłowości w przeprowadzonych badaniach, które stanowiły podstawę wprowadzenia w krajach Unii Europejskiej obowiązku umieszczania ostrzeżenia na etykietach środków spożywczych zawierających którykolwiek z barwników z grupy (obowiązuje ono od 20 lipca 2010). Rozporządzenie w tej sprawie dotyczy wszystkich państwach unijnych. Informacja na ten temat winna mieć brzmienie: „nazwa lub numer E barwnika może mieć niekorzystny wpływ na aktywność i skupienie uwagi u dzieci”.
Wyodrębnienie „szóstki” zapoczątkowało narastające niepokoje wśród konsumentów. Stało się ono również bodźcem do podjęcia szczegółowych badań oceny szkodliwości stosowania dodatków do żywności na zdrowie ludzi.

## Barwniki z grupy
| Lp. | Numer E | Nazwa                |  |
| --- | ------- | -------------------- |  |
| 1.  | E102    | Tartrazyna           |  |
| 2.  | E104    | Żółcień chinolinowa  |  |
| 3.  | E110    | Żółcień pomarańczowa |  |
| 4.  | E122    | Azorubina            |  |
| 5.  | E124    | Czerwień koszenilowa |  |
| 6.  | E129    | Czerwień allura      |  |